# Karl Ludwig Raugraf zu Pfalz

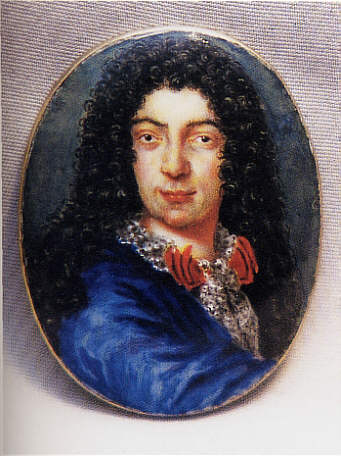
Raugraf Karl Ludwig zu Pfalz, Email auf Kupfer, ca. 1680

Karl Ludwig Raugraf zu Pfalz (auch Carl Ludwig, Karl Lutz oder Karllutz) (* 5. Oktober 1658 in Schwetzingen; † 12. August 1688 in Negroponte) war ein deutscher Adeliger und venetianischer General.

## Leben
Karl Ludwig war der älteste Sohn des Kurfürsten Karl I. Ludwig von der Pfalz (1617–1680) aus dessen zweiter morganatischer Ehe mit Luise (1634–1677), Tochter des Christoph Martin von Degenfeld. Der Titel des Raugrafen wurde im Jahr von Karl Ludwigs Geburt für seine Mutter geschaffen und auch Karl Ludwig und den zwölf weiteren Kindern dieser Ehe verliehen.
Karl Ludwig ähnelte seinem Vater und wurde von diesem seinem älteren Halbbruder Karl gegenüber bevorzugt behandelt. Im Jahr 1670 erhielt Karl Lutz von seinem Vater Burg Streichenberg und Stebbach. Ein ausgesprochen enges Verhältnis hatte er zu seiner Halbschwester Lieselotte von der Pfalz. Er war, neben weiteren Geschwistern, Adressat ihrer zahlreichen Briefe, geleitete sie mit dem Vater anlässlich ihrer Vermählung nach Straßburg und besuchte sie auch am Hof in Versailles, wo er sie bei ihren Auseinandersetzungen mit den Günstlingen ihres Mannes unterstützte.
In Hannover hatte der als attraktiv geltende Karl Ludwig ein Verhältnis mit der Kurprinzessin Sophie Dorothea und musste den Hof dort deshalb verlassen. Seine Halbschwester berichtet später darüber: „Carl Lutz macht mich die Prinzessin vor Allem hassen, denn hätte die ihn nicht mit ihrer verfluchten Coquetterie verfolgt, wär’ er in Hannover blieben und nicht umkommen.“
Karl Ludwig wurde in venetianischen Diensten General und starb bei der Belagerung des osmanisch beherrschten Negroponte (heute Chalkida), wo er als Befehlshaber dreier württembergischer Regimenter fungierte, an einem Fieber.

## Rezeption
Das Leben des Karl Ludwig wurde durch die Schriftstellerin Margarete Kurlbaum-Siebert in ihrem 1914 erschienenen Roman Karllutz, Raugraf zu Pfalz: Schicksale eines deutschen Jünglings aus der Zeit nach dem Dreissigjährigen Kriege behandelt.